# 히다카시
히다카시(일본어: 日高市)는 일본 사이타마현 남서부에 있는 시이다. 도쿄에서 50km 거리에 있으며 위성 도시로 인구가 증가하여 1991년에 시로 승격했다.

## 역사
668년에 고구려의 왕족들과 고구려인들이 일본으로 와서 해당 지역에 고려군을 설치하였고 현재의 히다카시로 이주했다고 한다. 716년에는 조정(朝廷)이 간토 지방 주변에 살던 고구려 사람들을 이 지역에 이주시키고 고마군(高麗郡)을 설치했으며, 고구려 왕족 고약광(高麗若光)를 모시는 고마 신사(高麗神社)도 건립되었다. 이러한 역사적 인연으로 1996년에는 대한민국의 오산시와 자매 결연을 맺었다.
에도 시대에는 다카하기 지구에 닛코 와키온칸의 다카하기슈쿠가 설치되었다.
- 1889년 4월 1일 - 정촌제 시행과 함께 주변 촌들을 합병해 고마군 고마가와촌, 고마촌, 다카하기촌이 성립하였다.
- 1896년 3월 29일 - 고마군이 폐지되어 이루마군에 편입되었다.
- 1955년 2월 11일 - 고마가와촌, 고마촌이 합병해 히다카정이 되었다.
- 1956년 9월 20일 - 히다카정, 다카하기촌이 합병해 히다카정이 되었다.
- 1991년 10월 1일 - 시로 승격해 히다카시가 되었다.

## 교통

### 철도
- 동일본 여객철도
  - 하치코선
  - 가와고에선

- 세이부 철도
  - 이케부쿠로선

### 도로
- 국도 제299호선
- 국도 제407호선

## 인구
| 연도 | 인구   | ±%     |
| ---- | ------ | ------ |
| 1920 | 19,912 | —      |
| 1930 | 20,578 | +3.3%  |
| 1940 | 12,587 | −38.8% |
| 1950 | 16,108 | +28.0% |
| 1960 | 16,683 | +3.6%  |
| 1970 | 21,646 | +29.7% |
| 1980 | 43,219 | +99.7% |
| 1990 | 53,169 | +23.0% |
| 2000 | 53,758 | +1.1%  |
| 2010 | 57,502 | +7.0%  |